# Retable du Trebbio
Le retable du Trebbio – en italien Pala del Trebbio – est un retable peint en 1497-1499 par Sandro Botticelli. Il s'agit d'une huile sur panneau transférée sur toile représentant une conversation sacrée autour d'une Madone : Marie et l'Enfant Jésus sont entourés par les saints Dominique, Côme et Damien d'une part, François, Laurent et Jean le Baptiste d'autre part. Probablement commandée par Lorenzo di Pierfrancesco de Médicis, l'œuvre a été conservée à la villa Medicea del Trebbio, d'où son nom. Elle passe ensuite dès 1890 aux Offices, puis à  la Galleria dell'Accademia, à Florence.
Ce fut une des œuvres des Offices protégées des spoliations allemandes, cachées au Château de Montegufoni  pendant la Seconde Guerre mondiale en 1942.